# Hana Maciuchová
Hana Maciuchová (29. listopadu 1945 Šternberk – 26. ledna 2021 Olomouc) byla česká herečka a pedagožka, partnerka českého herce Jiřího Adamíry.

## Život
Absolventka Gymnázia Olomouc-Hejčín se zabývala ochotnickým divadlem a byla členkou Studia při Divadle Oldřicha Stibora v Olomouci. Po střední škole nastoupila na pražskou Divadelní fakultu Akademie múzických umění, kterou ukončila úspěšně v roce 1968. K jejím profesorům na DAMU patřili např. Radovan Lukavský a Karel Höger, rovněž Libuše Havelková, František Salzer a Helena Tesárková. V roce 1994 se stala pedagožkou na konzervatoři v Praze.
Od roku 1969 byla členkou Divadla za branou a od roku 1971 hrála v Divadle na Vinohradech. Zaujala např. v inscenaci Studia DVA Na konci duhy, kde ztvárnila herečku Judy Garlandovou.
Je známá ze svých rolí v televizních seriálech Krkonošské pohádky,  Žena za pultem, Nemocnice na kraji města, Chalupáři, Dynastie Nováků a Ulice. Hrála i ve filmech Samotáři, Lucie, postrach ulice, Člověk proti zkáze a Únos domů aj.
V minulosti se léčila s rakovinou prsu. Zemřela 26. ledna 2021 v Olomouci ve věku 75 let, příčinou úmrtí byla rakovina slinivky. Pohřbena byla v rodinném hrobě na hřbitově v olomoucké čtvrti Chválkovice.

## Dílo

### Film
- 1964 Organ – role: regenschoriho dcera Nela
- 1972 ...a pozdravuji vlaštovky – vězeňkyně Vítězka
- 1974 V každém pokoji žena – Zuzana
- 1980 Hra o královnu – Kunhuta
- 1980 Prázdniny pro psa – maminka Jaruš Mrázová
- 1982 Malý velký hokejista – Válková
- 1983 Díra ve zdi – Kristýna Zemánková
- 1983 ...a zase ta Lucie! – Osvaldova maminka
- 1983 Lucie, postrach ulice – Osvaldova maminka
- 1984 Felhőjáték / Hra v oblacích – Kata
- 1984 Poločas štěstí – Monika
- 1994 V erbu lvice – matka Sibyla
- 1989 Člověk proti zkáze – Olga Scheinpflugová
- 2000 Samotáři – Hančina matka
- 2002 Únos domů – teta
- 2004 Silný kafe – Honzova matka
- 2006 Bloudím – spolužačka Hana

### Televize
- 1969 Hádankář Vojta (TV pohádka) – rolle: princezna Hrdopyška
- 1969 Dvě Cecilky (TV pohádka) – titulní dvojrole: princezna Cecilka, tkadlenka Cecilka
- 1970 Hrabě Drakula (TV film) role: Lucy
- 1970 Nejsem chmýrko na bodláku – role: Verunka
- 1971 Pohádky z tisíce a jedné noci (cyklus TV pohádek) (7 epizod)
- 1972 Sova (TV filmová komedie) – role: Zdenička, úřednice regresního oddělení
- 1972 Jak Anče s komtesou k modrému z nebe přišly (TV pohádka) role: komtesa
- 1972 Modrý koberec – Sulika
- 1973 Otevřený kruh – Marie
- 1974 Vrtkavý král – Konstancie Uherská
- 1974 Nepřátelé veřejnosti – Claude
- 1974 Princezna Turandot – hlavní role: Turandot
- 1974 Krkonošské pohádky (TV večerníček) – role: Anče
- 1975 Otevři oči – role: Kristina
- 1975 Vilém Rozkoč – role: Evička
- 1976 Značka "Svobodný otec" (TV komedie) – role: přítelkyně Zbyňka
- 1978 Čarovné prstýnky (TV pohádka) – role: víla Rokytka
- 1978 Řemen (TV komedie) – role: matka Hanka Maříková
- 1978 Polská krev (TV inscenace operety) – role: Wanda Kvasińska
- 1978 Zastřený barevný svět – role: Benková
- 1979 O zakleté princezně – princezna
- 1979 Kořist (TV adaptace románu Émila Zoly) – role: Renata
- 1979 Zlaté rybičky – Linda Manson
- 1980 Skapinova šibalství – Zerbinetta
- 1981 Netopýr (TV opereta) – Adéla
- 1982 Čtverec mizení – Jánská
- 1982 O brokátové růži a slavíku z perleti – princezna
- 1982 O labuti – královna
- 1983 Komtesa Mary
- 1983 Tři mušketýři – milady de Winter
- 1984 Anynka a čert – čertice
- 1985 Hrabě Luxemburg (TV opereta)
- 1985 Monika a hříbě s hvězdičkou – učitelka
- 1985 Žáku Kašíku, nežeň se! – matka Kašíková
- 1987 V kleštích – Simona
- 1987 Španělé v Praze – Marie z Pernštejna
- 1988 My se vlka nebojíme – múza
- 1989 Foukaliště – větříček
- 1989 Mata Hari – Mata Hari
- 1990 Princezna Slonbidlo – čarodějnice Vranimůra
- 1990 Zvonokosy – Eulálie Čubíková
- 1991 Usmívat se, prosím – paní Běta
- 1993 Kadeř královny Bereniké – Erigoné, kněžka
- 1993 Modrý pták – víla Soussio
- 1993 Hora jménem Andělská – královna
- 1994 O zlatém pokladu – primaska
- 1995 Záskok pro Sissi – Kateřina Schrattová
- 1997 O spanilé Jašince – Bochová, matka Jašinky
- 1998 Milenec lady Chatterleyové – Hilda
- 1999 Silák a strašidla – teta
- 1999 Velký případ
- 2001 Manželka Ronalda Sheldona
- 2002 Miláček – Virginie Walterová
- 2002 O víle Arnoštce – Žofie
- 2003 Smetanový květ
- 2004 Vražda kočky domácí – Ljuba Králová
- 2004 Zakletá třináctka
- 2006 Kočky – matka
- 2009 Nespavost – matka
- 2010 Post Bellum – matka von Hebra

### Televizní seriály
- 1975 Chalupáři – Vlasta Makovcová
- 1977 Nemocnice na kraji města – Blažejová
- 1977 Žena za pultem – Olina
- 1979 30 případů majora Zemana (společně s partnerem Jiřím Adamírou)
- 1980 Dnes v jednom domě – Jaroslava Krejzová
- 1982 Dynastie Nováků – Lída Nováková-Kučerová
- 1985 Synové a dcery Jakuba skláře – Líza Cirklová
- 1987 Panoptikum Města pražského (6. epizoda V tom starém domě)
- 1989 Dobrodružství kriminalistiky (5. epizoda Střela) – Tereza Ryanová
- 1992 Hříchy pro pátera Knoxe (epizoda Podzimní romance) – Simona
- 1998 Hříšní lidé města brněnského (1. epizoda Sólokapr) – Zita
- 2001 Četnické humoresky (epizoda Narodil se Kristus Pán) – matka
- 2002 Nemocnice na kraji města po dvaceti letech – Blažejová-Bártová
- 2004 Dobrá čtvrť – Alena Fleisigová
- 2005 Ulice – učitelka Miriam Hejlová
- 2007 Příkopy – Vlasta Šímová
- 2008 Nemocnice na kraji města – nové osudy – Milada Bártová

### Audioknihy
- 2017 Dva roky, osm měsíců a jednadvacet nocí – vydala Audiotéka v edici Mistři slova.

### Práce pro rozhlas
- 1987 Jan Neruda: Francesca da Rimini, tragédie na námět Dantův; dramatizace pro rozhlas Jaroslav Vostrý (1987), režie Alena Adamcová, osoby a obsazení: Malatesta da Rimini (Zdeněk Ornest), Gianciotto, jeho prvorozený syn (Viktor Preiss), Paolo, jeho druhý syn (Petr Štěpánek), Guido da Polenta, pán v Ravenně (Antonín Molčík), Francesca, jeho dcera (Hana Maciuchová), Campagni, Gianciottův učitel (Jiří Holý), Cerchi, měšťan (Jiří Adamíra), Filippo, Malatestův sluha (Jaroslav Kepka), Matteo, Malatestův sluha (Vladimír Krška), Antonio, Malatestův sluha (Miroslav Táborský), Beatrice, Malatestova služka (Dagmar Čárová).[9]
- 1993 Graham Greene: Lidský faktor, překlad a dramatizace: Josef Hlavnička, osoby a obsazení: Maurice Castle, pracovník britské tajné zpravodajské služby (Jiří Adamíra), Sára, jeho žena (Hana Maciuchová), Davis, jeho podřízený (Jan Novotný), Sir John Hargreaves, šéf zpravodajské služby (Vladimír Ráž), Doktor Percival, lékař ve zpravodajské službě (Luděk Munzar), Daintry, plukovník (Ladislav Frej), Lady Hargreavesová (Jaroslava Adamová), Tomlinson, brigádní generál (Miloš Hlavica), Cynthie, sekretářka (Veronika Freimanová), Barker, lékař Castleovy rodiny (Pavel Rímský), Vypravěč (Jiří Hromada); hudba: Emil Viklický, režie: Jan Berger.
- 2006 Petr Pýcha – Jaroslav Rudiš: Léto v Laponsku. Roadstory o cestě na sever. Rozhlasová úprava Petr Mančal, Kateřina Rathouská, Jaroslav Rudiš a Petr Pýcha. Dramaturgie Kateřina Rathouská. Režie Petr Mančal. Osoby a obsazení: Leoš (Martin Myšička), Lucie (Jana Stryková), matka (Hana Maciuchová), muž/otec (Jiří Ornest), Orion (Ivan Řezáč) a hlas (Tobiáš Jirous). Český rozhlas.[10]

## Ocenění
Dne 12. dubna 2008 a 18. dubna 2009 získala cenu TýTý pro nejlepší herečku. Dále ji diváci zvolili mezi desítku nejoblíbenějších hereček v anketě Hvězda mého srdce, kterou vyhlásila počátkem roku 2008 Česká televize.
V letech 1998, 2005 a 2010 získala ocenění (Ne)viditelný herec – 1. místo za nejpopulárnější herecký výkon na vlnách Českého rozhlasu.
V červnu 2010 jí byla udělena Cena města Olomouce za rok 2009 v oblasti dramatické umění. U příležitosti státního svátku jí byla 28. října 2010 udělena Medaile Za zásluhy v oblasti kultury.